# 扁豆行動
扁豆行動（羅馬化：Chechevitsa，羅馬化：noxçiy ə, ġalġay ə maxkaxbaxar）是1944年2月23日起蘇聯因車臣人和印古什人在第二次世界大戰期間因北高加索發起反抗行動而進行的強制人口轉移活動，由苏联内务部首脑貝利亞執行，车臣-印古什苏维埃社会主义自治共和国也被撤销。
大概500,000人被驅逐出他們的共和國，強制轉移中亞（特别是哈萨克斯坦），大概有150,000人在遷徙中死亡。
1953年3月5日，斯大林去世，随后曾经主导执行扁豆行动的贝利亚和科布洛夫在政治斗争中失势并被处决。部分被流放到中亚的车臣人于1954年开始试图返回北高加索，但均被当局逮捕并被送回流放地。
1956年2月24日，斯大林的继任者、时任苏共中央第一书记赫鲁晓夫在苏共二十大上发表的秘密报告中批判了斯大林强制迁移车臣人和印古什人的行为。1957年1月9日，苏联部长会议允许被流放的少数民族在苏联境内自由流动，车臣人和印古什人得以返回位于北高加索的故乡，车臣-印古什苏维埃社会主义自治共和国也被恢复。但由于经济原因，至今仍有部分车臣人和印古什人居住在哈萨克斯坦和吉尔吉斯斯坦。
許多車臣人和印古什人将苏联的这一行为定义为種族滅絕。欧洲议会也于2004年承认苏联在此事件中犯种族灭绝罪。